# Gianni Averaimo
Giovanni Averaimo (né le 10 septembre 1964 à Gênes) est un joueur de water-polo italien, gardien de but.
Sa première participation aux Jeux Olympiques était en 1988 à Séoul. Il finit à la 7ème place du classement.
Il remporte le titre olympique aux Jeux de Barcelone en 1992, mais comme remplaçant de Francesco Attolico, il ne joue aucun match. Il remporte deux médailles de bronze lors des Championnats d'Europe en 1987 et 1989 et une médaille d'or en 1993, avec plus de 300 sélections. Il remporte deux fois le titre national avec Savone en 1991 et 1992.

## Distinctions
- Lauréat du « Collare d’Oro », la plus haute distinction du CONI, remis en 2015 pour son rôle dans l’équipe olympique de 1992[3].